# Poularde

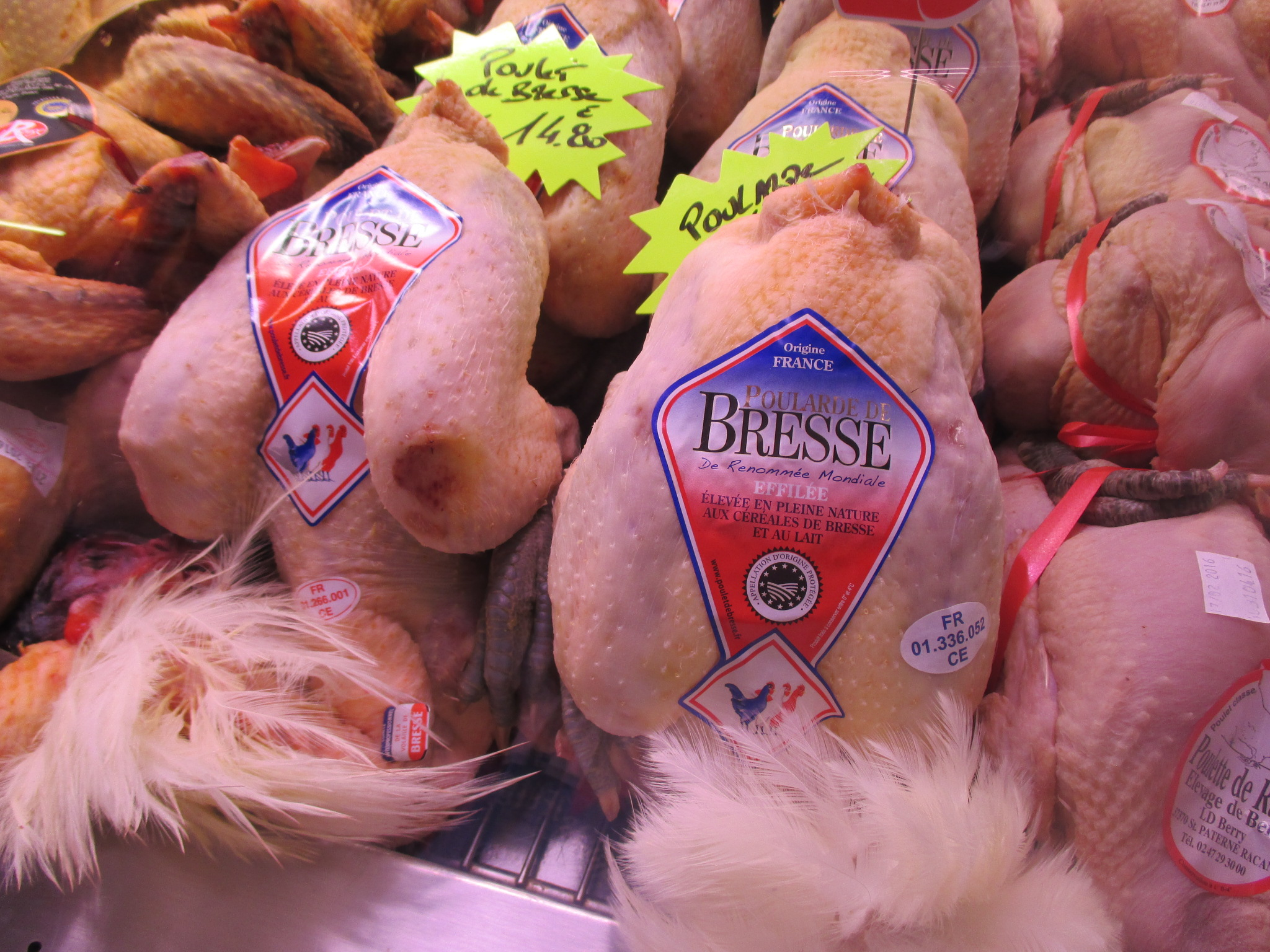
Poularde de Bresse

Per poularde si intende una femmina di pollo da ingrasso macellata all'età minima di 120 giorni. Esistono diversi esemplari di poularde che hanno dei marchi di tutela. Tra questi si segnalano la poularde de Bresse, prodotta nell'omonimo territorio e la poularde du Périgord, prodotta nella Dordogna oltre che in alcune aree parte della Charente, della Corrèze, della Gironde, della Haute-Vienne, del Lot e del Lot-et-Garonne.